# Łeonid Mały
Łeonid Wiktorowycz Mały, ukr. Леонід Вікторович Малий, ros. Леонид Викторович Малый, Leonid Wiktorowicz Mały (ur. 28 stycznia 1955 w Mikołajowie) – ukraiński piłkarz, grający na pozycji pomocnika, trener i sędzia piłkarski.

## Kariera piłkarska
Wychowanek Szkoły Sportowej Sudnobudiwnyk Mikołajów. Pierwszy trener O.I.Waskowski. W 1974 razem ze swoim bratem-bliźniakiem Wołodymyrom rozpoczął karierę piłkarską w drużynie Łokomotywu Chersoń, skąd wkrótce został zaproszony do Zorii Woroszyłowgrad. W 1977 został powołany do wojska, gdzie służył z bratem w SKA Odessa. Po zwolnieniu z wojska w 1979 roku został piłkarzem Szachtara Donieck. W 1981 razem z bratem wrócił do SKA Odessa. W 1982 pozostawił brata w wojskowej drużynie, a sam przeniósł się do Czornomorca Odessa. Ale w meczu 6 kolejki otrzymał ciężką kontuzję i był zmuszony opuścić pierwszoligowy Czornomoreć. Od 1983 bronił barw Sudnobudiwnyka Mikołajów. W 1988 przeszedł do Dnipra Czerkasy, w którym zakończył karierę piłkarza w roku 1989. Potem grał w zespołach amatorskich, m.in. Kołos Nowokrasne.

## Kariera trenerska
Jeszcze będąc piłkarzem rozpoczął pracę szkoleniowca. W 1989 również pełnił funkcję grającego trenera w klubie Dnipro Czerkasy. W 1990 powrócił do rodzimego Mikołajowa, gdzie pracował na stanowisku dyrektora technicznego Sudnobudiwnyka Mikołajów. Z rozpoczęciem I mistrzostw Ukrainy na początku sezonu 1992 tymczasowo objął prowadzenie klubem Sudnobudiwnyk, który szybko zyskał nowego inwestora i nową nazwę – Ewis Mikołajów. Został wiceprezesem mikołajowskiego klubu i sprawował tę funkcję do 1994 roku. W latach 2009–2010 pomagał trenować piłkarzy MFK Mikołajów. Przewodniczył Miejskim Związkiem Piłki Nożnej w Mikołajowie, pracował jako wiceprezes Mikołajowskiego Obwodowego Związku Piłki Nożnej. Od 2011 pracował w strukturach obwodowej administracji towarzystwa Dynama w Mikołajowie.

## Kariera sędziowska
W 1993 roku otrzymał ofertę zostania sędzią piłkarskim. Po szkoleniu oraz specjalnych zgrupowaniach rozpoczął karierę arbitra. Najpierw sędziował mecze Przejściowej i Drugiej lig mistrzostw Ukrainy, a później i w pierwszej lidze. Pełnił funkcję głównego arbitra meczu oraz sędziego liniowego. W sezonie 1996/97 rozpoczął sędziowanie meczów piłkarskich Wyższej Ligi Ukrainy jako sędzia liniowy. W maju 2002 roku był sędzią liniowym w meczu pomiędzy drużynami Metałurh Zaporoże i Dynamo Kijów, podczas którego na jego oczach miał wylew trener Dynamo Walery Łobanowski. Ogółem był głównym arbitrem 77 meczów w wyższej i pierwszej ligach ukraińskich. Sędzia kategorii krajowej.

## Sukcesy i odznaczenia

### Sukcesy piłkarskie
SKA Odessa
- awans do Pierwoj ligi ZSRR: 1977
- mistrz Ukraińskiej SRR: 1977

Szachtar Donieck
- zdobywca Pucharu ZSRR: 1980

Sudnobudiwnyk Mikołajów
- brązowy medalista Ukraińskiej SRR: 1984, 1985

### Odznaczenia
- tytuł Mistrza Sportu ZSRR: 1979